# Compsophorus thoracicus
Compsophorus thoracicus là một loài tò vò trong họ Ichneumonidae.